# 中国检验检测学会
中国检验检测学会是中华人民共和国检验检测科技工作者组成的群众性学术团体，是中国科学技术协会主管的社会团体，原名中国检验检疫学会，2013年11月11日成立。